# 黎代
黎代（Lide）或 LIDA，是十五世纪时苏门答腊岛上的一个小国，位置在那孤儿国西面，在今印尼苗流株区（Meureudu）。
南面背山，北临大海，西与南浡里国相邻，人口约二千户，推举一人为王。明朝永乐年间，三宝太监郑和下西洋时曾到那黎代国。黎代国使曾随同苏门答腊国使到中国朝贡，贡品有野犀牛。
《明史·外国列传》译作黎伐，伐当系代之误。葡萄牙人称之为Lide。

## 延伸阅读
[在维基数据编辑]
 《欽定古今圖書集成·方輿彙編·邊裔典·黎伐部》，出自陈梦雷《古今圖書集成》
 《明史卷三百二十五》，出自《明史》